# Pseudoceratina purpurea
Pseudoceratina purpurea är en svampdjursart som först beskrevs av Carter 1880.  Pseudoceratina purpurea ingår i släktet Pseudoceratina och familjen Pseudoceratinidae. Inga underarter finns listade i Catalogue of Life.